# Biatlon na Zimních olympijských hrách 1984
Biatlon na Zimních olympijských hrách 1984 v Sarajevu.

## Medailové pořadí zemí
| Pořadí | Země                                 | Zlato | Stříbro | Bronz | Celkově |
| ------ | ------------------------------------ | ----- | ------- | ----- | ------- |
| 1.     | Norsko (NOR)                         | 1     | 1       | 1     | 3       |
| 1.     | Západní Německo (FRG)                | 1     | 1       | 1     | 3       |
| 3.     | Sovětský svaz (URS)                  | 1     | 0       | 0     | 1       |
| 4.     | Německá demokratická republika (GDR) | 0     | 1       | 1     | 2       |
|        | Celkem                               | 3     | 3       | 3     | 9       |

## Medailisté

### Muži
| Disciplína         | Zlato                                                                                       | Výkon     | Stříbro                                                                   | Výkon     | Bronz                                                                                 | Výkon     |
| ------------------ | ------------------------------------------------------------------------------------------- | --------- | ------------------------------------------------------------------------- | --------- | ------------------------------------------------------------------------------------- | --------- |
| vytrvalostní závod | Peter Angerer · Západní Německo (FRG)                                                       | 1:11:52,7 | Frank-Peter Roetsch · Německá demokratická republika (GDR)                | 1:13.21,4 | Eirik Kvalfoss · Norsko (NOR)                                                         | 1:14.02,4 |
| sprint             | Eirik Kvalfoss · Norsko (NOR)                                                               | 30:53,8   | Peter Angerer · Západní Německo (FRG)                                     | 31:02,4   | Matthias Jacob · Německá demokratická republika (GDR)                                 | 31:10,5   |
| štafeta            | Sovětský svaz (URS) · Dmitrij Vasiljev · Jurij Kaškarov · Algimantas Šalna · Sergej Bulygin | 1:38:51,7 | Norsko (NOR) · Odd Lirhus · Eirik Kvalfoss · Rolf Storsveen · Kjell Søbak | 1:39:03,9 | Západní Německo (FRG) · Ernst Reiter · Walter Pichler · Peter Angerer · Fritz Fischer | 1:39:05,1 |